# Adrian Aucoin
Adrian Aucoin, född 3 juli 1973 i Ottawa, Ontario, är en kanadensisk före detta professionell ishockeyspelare som spelade för Columbus Blue Jackets i NHL.
Tidigare har Aucoin representerat NHL-lagen Calgary Flames, Vancouver Canucks, New York Islanders, Chicago Blackhawks och Phoenix Coyotes samt Modo i Elitserien. Den 19 november 2013 meddelade Aucoin officiellt att han avslutar sin karriär.